# Kay Martin Schmalhausen Panizo
Kay Martin Schmalhausen Panizo (Lima, 27 de julho de 1964) é prelado peruano da Igreja Católica e emérito de Ayaviri.

## Biografia
Kay Martin Schmalhausen é filho de mãe peruana e pai alemão. Entre 1965 e 1975, viveu em Munique, Alemanha. Após seu retorno ao Peru, frequentou a escola germano-peruana "Alexander von Humboldt". Panizo ingressou no Sodalício de Vida Cristã em 1983, e estudou filosofia e teologia na Faculdade de Teologia Pontifícia e Civil de Lima. Em 1988, formou-se bacharel em teologia. Foi ordenado diácono em 8 de maio de 1989 em Medellín, Colômbia.
Em 14 de dezembro de 1989, fez a profissão e, dois dias depois, foi ordenado sacerdote da Diocese de Callao pelo cardeal-arcebispo de Medellín, Dom Alfonso López Trujillo. Em 28 de janeiro de 2001, o Papa concedeu ao Sodalício de Vida Cristã o direito de incardinar seus próprios sacerdotes. Em seguida, Schmalhausen Panizo trabalhou como capelão e foi diretor do escritório diocesano de comunicação. Desde 2003, foi professor de ética na Universidade Católica Boliviana São Paulo.
O Papa Bento XVI nomeou-o Prelado de Ayaviri em 18 de fevereiro de 2006. Era então o prelado mais jovem do Peru e o sexto do mundo. O cardeal-arcebispo de Lima, Dom Juan Luis Cipriani Thorne, o consagrou bispo em 23 de abril do mesmo ano, na Catedral Metropolitana de Lima. Os co-consagrantes foram Dom Rino Passigato, núncio apostólico no Peru, e Dom José Antonio Eguren Anselmi, SCV, bispo auxiliar em Lima.
Em 2018, resignou ao Sodalício de Vida Cristã.

Em 7 de abril de 2021, o Papa Francisco aceitou a renúncia de Dom Kay Martin Schmalhausen Panizo. Motivos familiares foram dados para a demissão.